# Raphaël Gallas
Pour les articles homonymes, voir Gallas.
Raphaël Raoul Gallas, né à Chartres le 3 août 1850 et mort dans la même ville le 18 août 1906, est un photographe français.

## Biographie
Raphaël Gallas est le fils de Désiré Auguste Gallas, lui-même photographe, et d'Amélie Octavie Poulle. Il a pour frère cadet Georges Antoine Gallas, né en 1853.

## Galerie

La cathédrale Notre-Dame de Chartres : le pavillon de l'Horloge
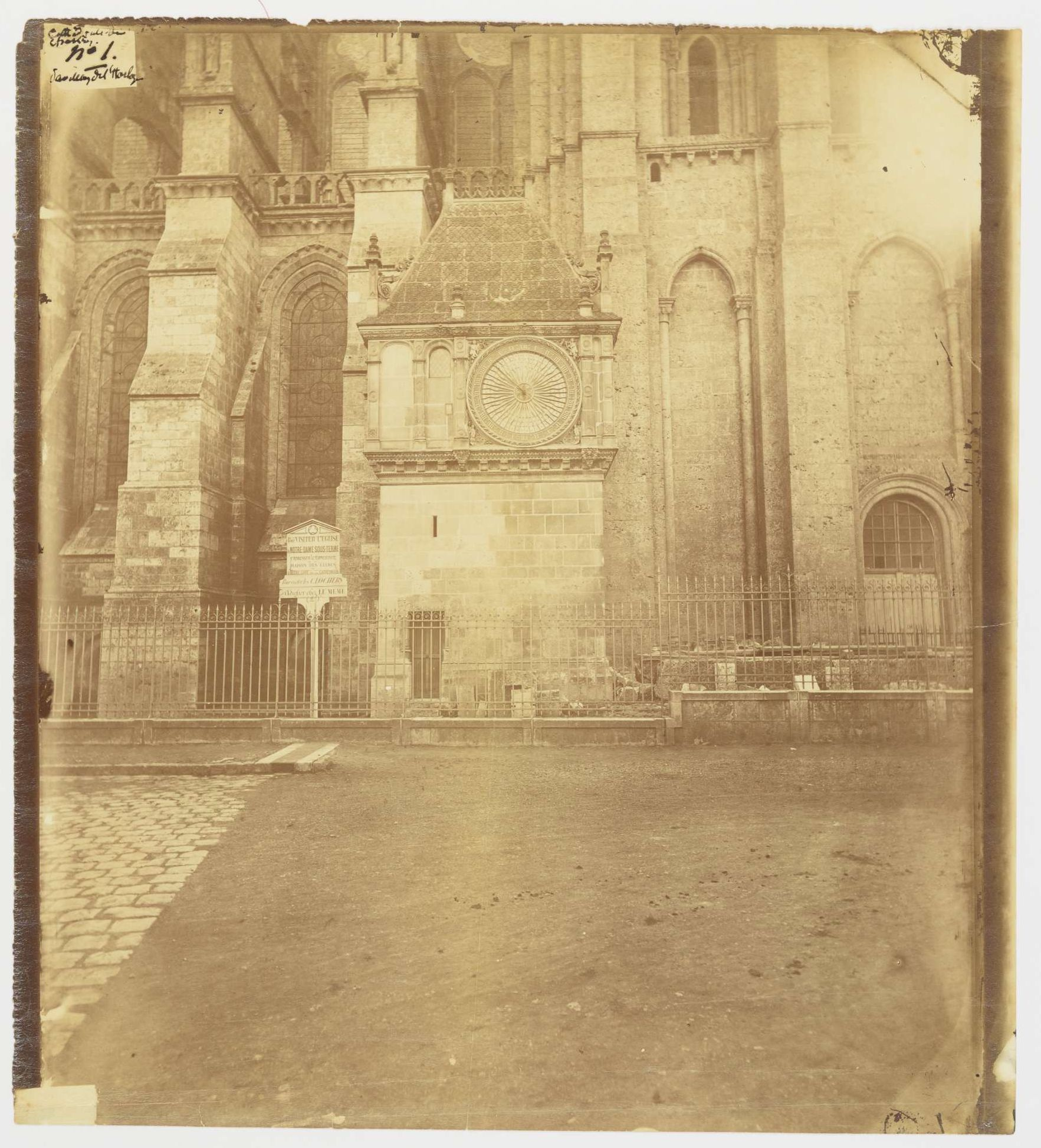
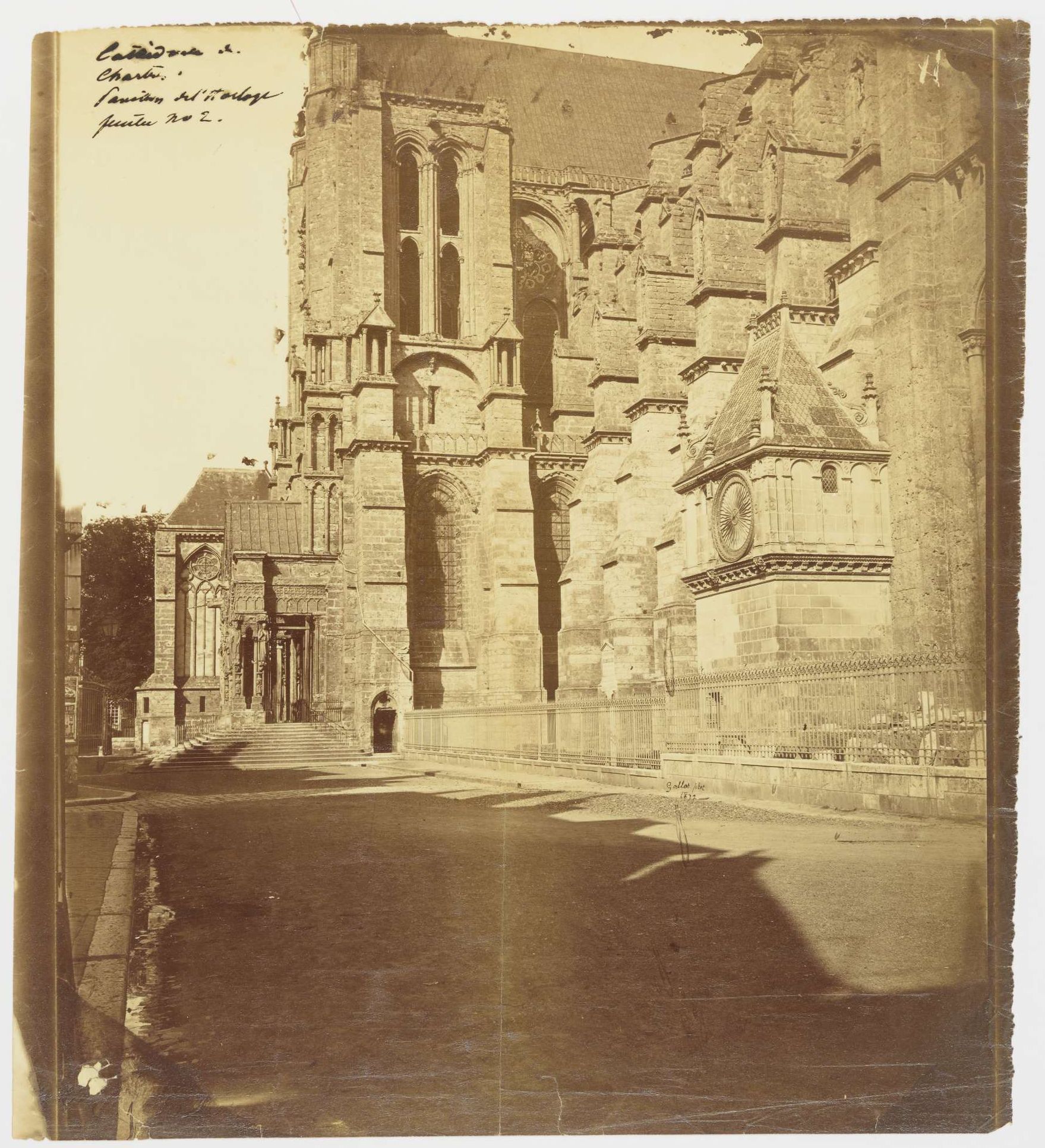